# Greenhithe
Greenhithe è un villaggio di 5 000 abitanti situato nel Borough Dartford del Kent, e si trova ad Est di Dartford.

## Monumenti e luoghi di interesse
Nel villaggio è presente una chiesa dedicata a Maria vergine, aperta al culto il 26 agosto 1856. La torre campanaria è stata oggetto a un intervento di ricostruzione, nel 1991, a cui hanno contribuito finanziariamente i cittadini.